# اصلاح ارضی

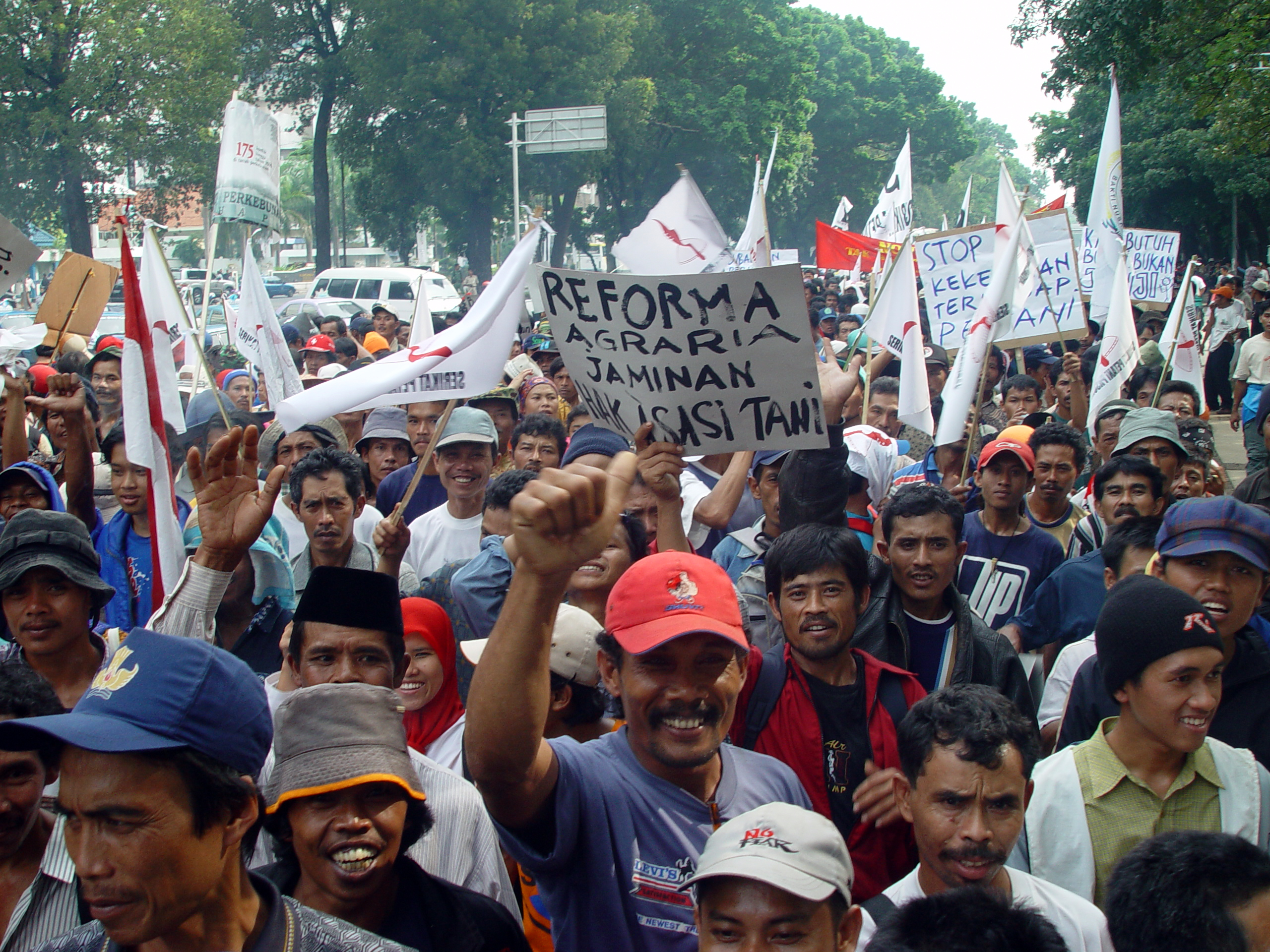
تظاهرات کشاورزان برای اصلاحات ارضی در اندونزی، ۲۰۰۴

اصلاح ارضی، اصلاح زمین‌ها، اصلاح اراضی یا اصلاحات اراضی (به انگلیسی: Land reform) گونه‌ای از اصلاحات کشاورزی است که شامل تغییر قوانین، مقررات یا مناسبات مربوط به نحوه مالکیت زمین به ویژه زمین‌های کشاورزی است. اصلاحات ارضی شامل یک بازتوزیع اموال توسط دولت یا نهاد تحت حمایت دولت، برای زمین‌های کشاورزی است. اصلاحات ارضی می‌تواند به انتقال مالکیت از طبقه قدرتمندتر به ضعیف‌تر اشاره داشته باشد، مانند انتقال مالکیت از فئودال‌ها یا اشراف و زمینداران بزرگ به مالکیت فردی برای کسانی که در زمین‌ها کار می‌کنند. چنین انتقال مالکیتی ممکن است همراه یا بدون غرامت باشد. غرامت ممکن است از مبلغی نمادین تا ارزش کامل زمین متفاوت باشد.
اصلاحات ارضی همچنین ممکن است انتقال زمین از مالکیت فردی - حتی مالکیت دهقانی در زمین‌های کوچک - به مزارع جمعی دولتی باشد. همچنین در زمان و مکان‌های دیگر می‌تواند دقیقاً عکس آن باشد یعنی تقسیم مزارع جمعی دولتی به خرده‌مالک‌ها. با این حال، ویژگی مشترک همه اصلاحات ارضی، اصلاح یا جایگزینی ترتیبات سازمانی موجود حاکم بر مالکیت و استفاده از زمین است؛ بنابراین، در حالی که اصلاحات ارضی ممکن است ماهیتی رادیکال داشته باشد، مانند انتقال زمین در مقیاس بزرگ از یک گروه به گروه دیگر، اما همچنین می‌تواند کمتر چشمگیر باشد، مانند اصلاحات نظارتی با هدف بهبود اداره زمین.
با این وجود، هر گونه تجدید نظر یا اصلاح قوانین زمین یک کشور همچنان می‌تواند یک فرایند شدیداً سیاسی باشد، زیرا اصلاح سیاست‌های زمین در خدمت تغییر روابط درون و بین جوامع و همچنین بین جوامع و دولت است؛ بنابراین، حتی اصلاحات ارضی و اصلاحات قانونی در مقیاس کوچک ممکن است در معرض بحث یا درگیری شدید باشد.

## اصلاحات ارضی در ایران
در مرحله نخست تعیین شد که هیچ مالکی بیش از یک ده شش‌دانگ یا شش‌دانگ زمین در چند ده مختلف نداشته باشد. دولت زمین‌های مازاد بزرگ مالکان را خریداری و بخش‌هایی که دارای زارعان صاحب نسق بودند را به صورت اقساطی به آن‌ها فروخته و زمین‌های بلاکشت باقی‌مانده تحت عنوان اراضی دولتی در اختیار دولت قرار می‌گرفت. با فروش سهام کارخانجات دولتی ترتیب باز پرداخت بهای زمین‌ها به مالکان فراهم گردید.
در مرحله دوم صاحبان زمین‌های استیجاری می‌باید یا به تقسیم درآمد حاصل از اجاره بپردازند یا بر اساس قراردادهای اجاره، زمین‌ها را به زارعان بفروشند. به عبارت دیگر مالکان موظف شدند که یا ملک کشاورزی خود را برای سی سال به کشاورزان اجاره نقدی دهند یا آن را با توافق بدان‌ها بفروشند. بدین ترتیب حداکثر مالکیت زمین‌ها در دست یک مالک بسیار محدود شد. املاک موقوفه عام نیز بر اساس درآمد آن زمین به اجاره درازمدت ۹۹ ساله به کشاورزان واگذار گردید. دربارۀ موقوفات خاص، متولیان مجبور به فروش آن‌ها به دولت و تقسیم آن بین کشاورزان شدند. اصلاحات ارضی نخستین بار در آذربایجان غربی و کردستان شکل گرفت. ایل‌های بزرگ کرد ناچار به واگذاری اراضی خود شده‌اند.